# گاردونی
گاردونی (به مجاری:  Gárdony) یک منطقهٔ مسکونی در مجارستان است که در فیر، مجارستان واقع شده‌است. گاردونی ۶۳٫۵۰ کیلومتر مربع مساحت و ۸٬۹۱۷ نفر جمعیت دارد.

## خواهرخوانده
شهرهای گیبولدهاوزن، ژاره، کیرشباخ، مورلنباخ، پوشتباور-هنگ، Lesquin و Valea Crișului خواهرخوانده‌های گاردونی هستند.

## نگارخانه

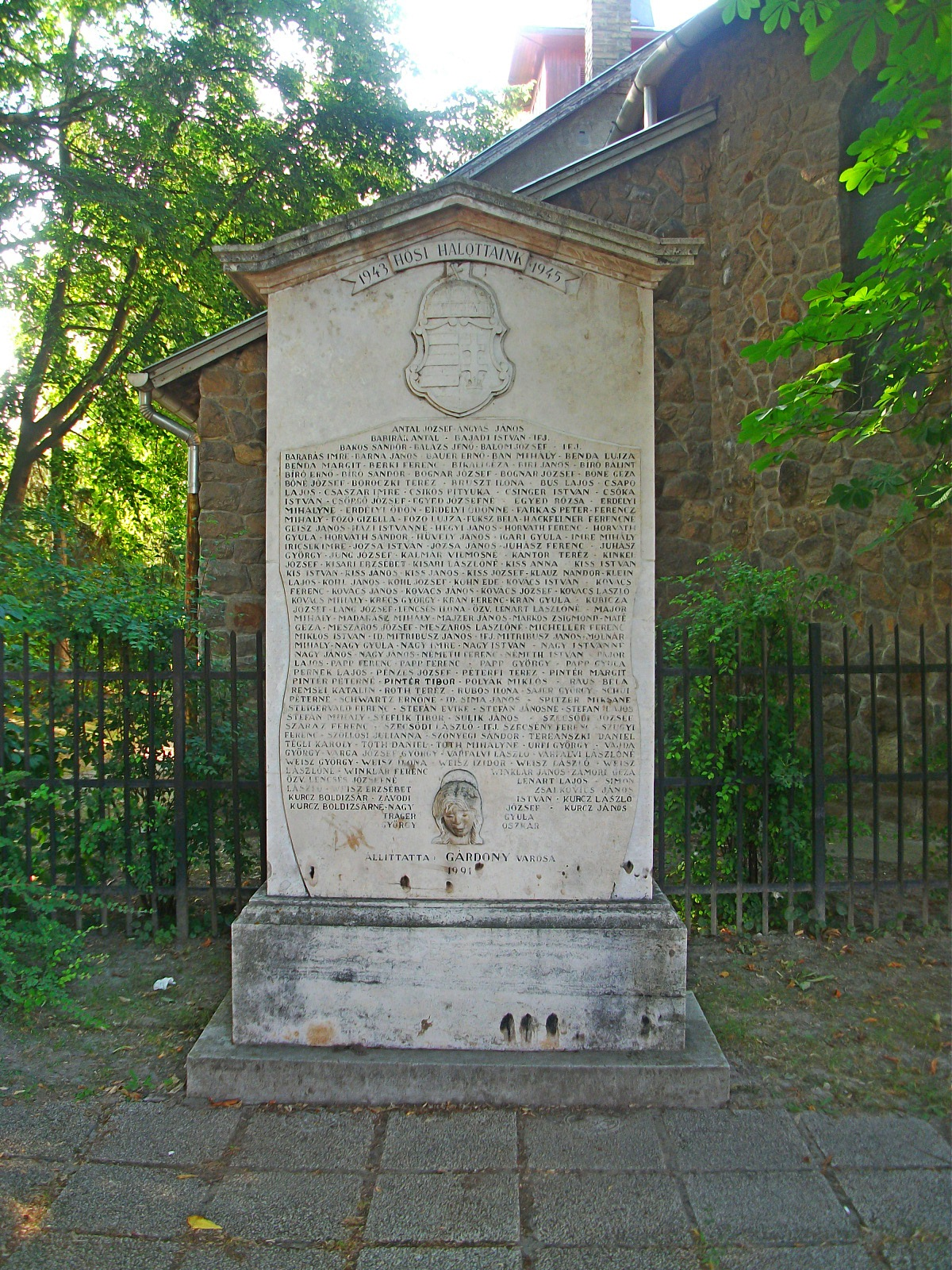
یادبود جنگ جهانی دوم
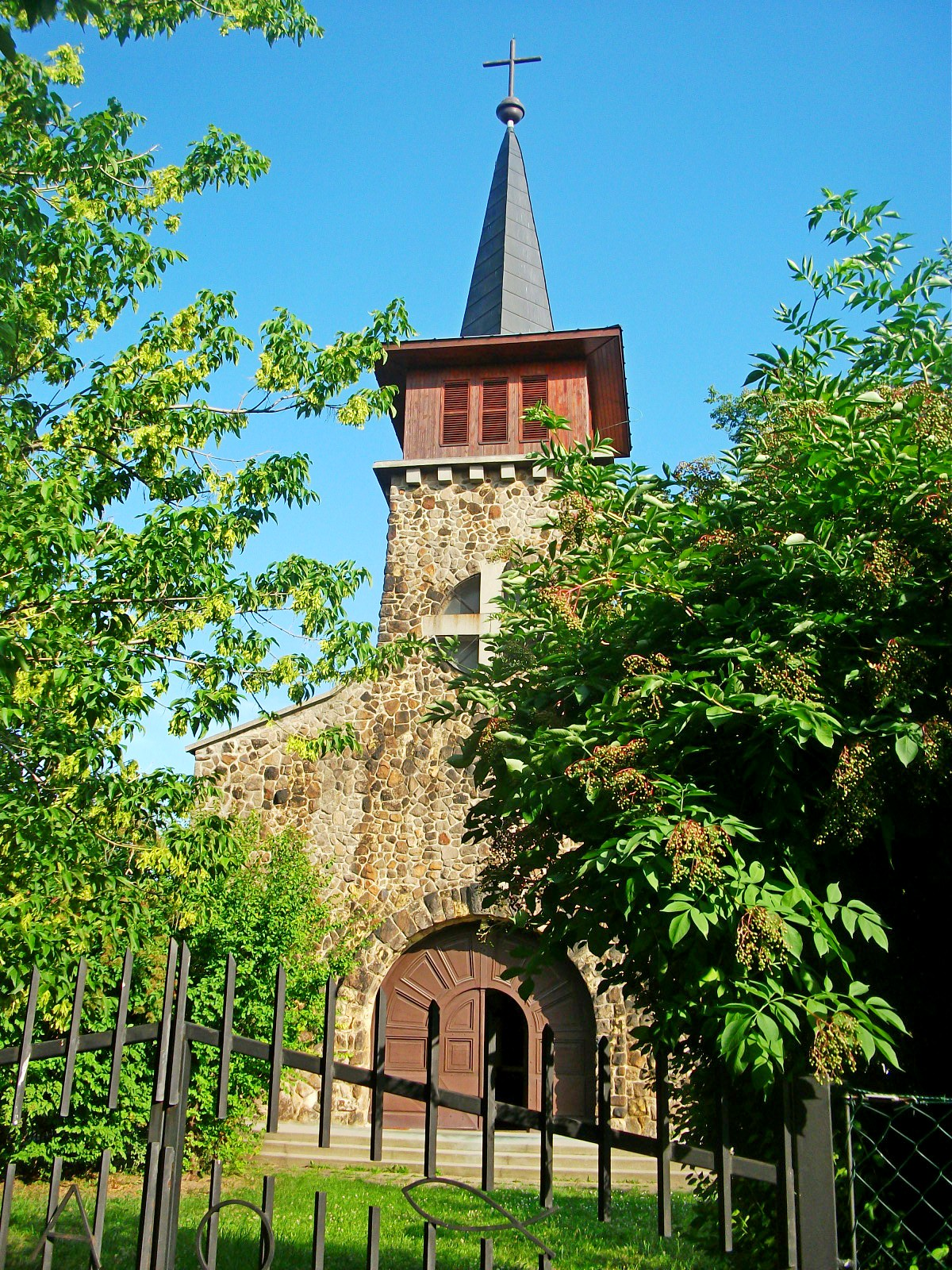
کلیسای قلب میسح
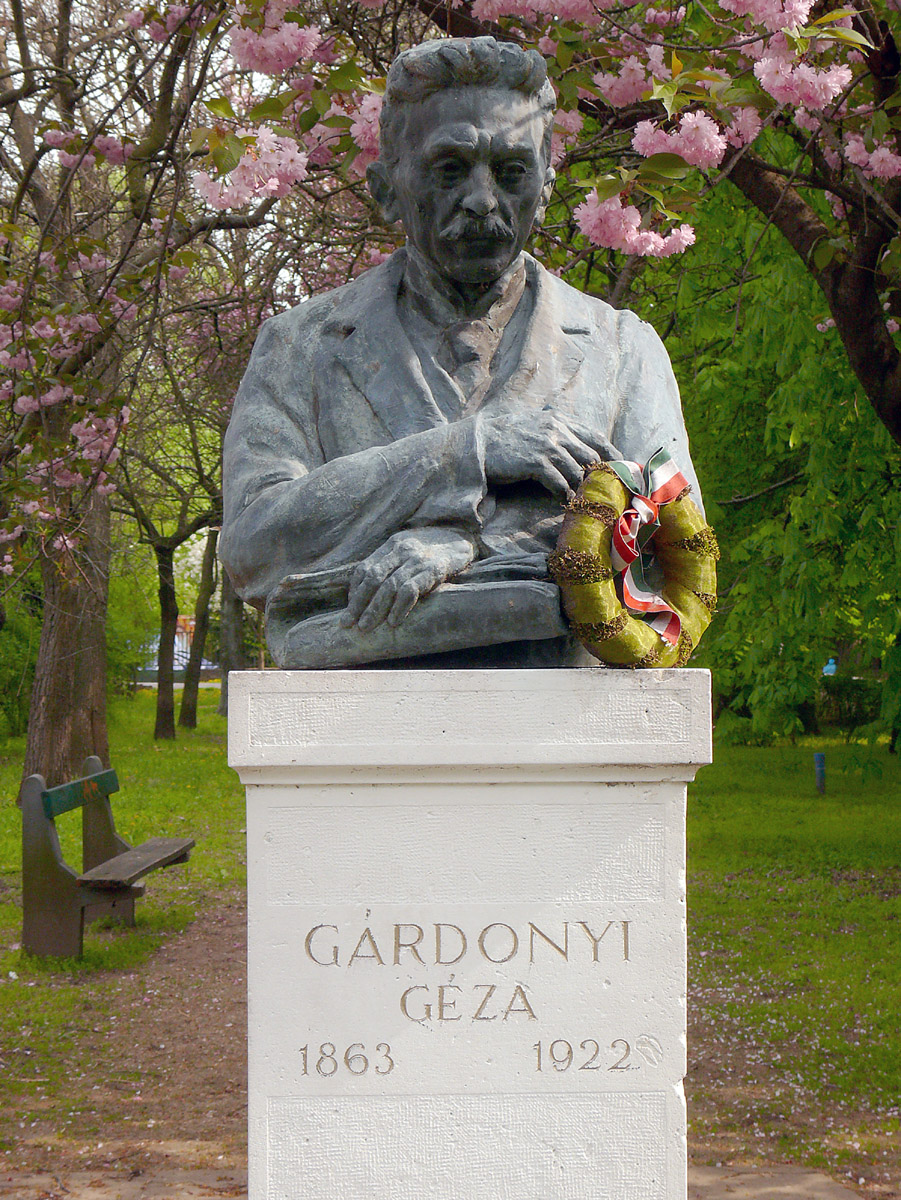
مجسمۀ گزا گاردونیی